# Estrildinae
Estrildinae Bonaparte, 1850 è una sottofamiglia di uccelli passeriformi della famiglia degli Estrildidi.
Gli appartenenti a questa sottofamiglia sono caratterizzati da una maggiore predisposizione verso una dieta onnivora (semi ed insetti), che si riflette nella forma del becco (robusto e conico ma meno forte rispetto a quello delle Lonchurinae), e dal comportamento dei pulli, che appena nati sono già molto attivi nel chiedere il cibo tenendo la testa in una caratteristica posizione perpendicolare al corpo.

## Tassonomia
Secondo la tassonomia degli uccelli di Sibley-Ahlquist, la sottofamiglia si suddividerebbe in due tribù, gli Estrildini e i Viduini, nell'ambito della famiglia dei Passeridae: attualmente si propende tuttavia maggiormente per l'ascrizione dei Viduini alla famiglia dei Ploceidae col rango di sottofamiglia (Viduinae) e a considerare gli Estrildinae come una sottofamiglia degli Estrildidi comprendente specie diffuse quasi esclusivamente nella zona afrotropicale, ad eccezione di due specie di bengalini (genere Amandava), diffuse nel subcontinente indiano.
Vengono ascritti a questa sottofamiglia i seguenti generi:
Famiglia Estrildidae
- Sottofamiglia Lonchurinae
- Sottofamiglia Estrildinae
  - Genere Amadina
  - Genere Amandava
  - Genere Clytospiza
  - Genere Coccopygia
  - Genere Cryptospiza
  - Genere Estrilda
  - Genere Euschistospiza
  - Genere Hypargos
  - Genere Lagonosticta
  - Genere Mandingoa
  - Genere Nesocharis
  - Genere Nigrita
  - Genere Ortygospiza
  - Genere Paludipasser
  - Genere Parmoptila
  - Genere Pyrenestes
  - Genere Pytilia
  - Genere Spermophaga
  - Genere Uraeginthus